# صناعات المعرفة
صناعات المعرفة، هي الصناعات التي تعتمد بشكل مكثف على استخدام التكنولوجيا و/أو رأس المال البشري. بينما تعتمد معظم الصناعات بطريقة أو بأخرى على المعرفة كمدخلات، فإن صناعات المعرفة تعتمد بشكل خاص على المعرفة والتكنولوجيا لتوليد الإيرادات. بينما بعض الصناعات التي تندرج تحت هذه الفئة تشمل التعليم، الاستشارات، العلوم، المالية، التأمين، تكنولوجيا المعلومات، خدمات الصحة، والاتصالات. تم اقتراح مصطلح "صناعة المعرفة" من قبل الاقتصادي النمساوي-الأمريكي فريتز ماكلوب لوصف هذه الصناعات في سياق فكرته الجديدة عن اقتصاد المعرفة.

## النشأة والظهور
كان لإنتاج المعرفة قبل الثورة العلمية تأثير اقتصادي ضئيل وكان يمارس على نطاق ضيق. منذ ذلك الحين، أصبحت المعرفة واحدة من أكبر وأهم القطاعات الصناعية في التجارة العالمية. لقد كان ظهور المعرفة كصناعة أمرًا أساسيًا في استدامة النظام الرأسمالي الحديث. يعتمد الاقتصاد الرأسمالي الحديث على تطوير التكنولوجيا بشكل مستمر وتغييرها. في حين كانت الاقتصادات ما قبل الحديثة تميل إلى تلبية احتياجات ثابتة ومحددة، فإن الاقتصاد الحديث يعمل من خلال خلق احتياجات جديدة لتوليد أرباح مستدامة. تعد صناعة المعرفة هي المنشئ الرئيسي للاحتياجات في الأنظمة الاقتصادية الحديثة وبالتالي تلعب دورًا حيويًا في تلك الأنظمة.
على الرغم من أن صناعات المعرفة كانت تظهر كقطاع مهم في الاقتصاد الحديث، إلا أنه لم يتم إجراء الكثير من الدراسات حول المعرفة كمورد أو الأدوار التي تلعبها في الصناعة حتى ستينيات القرن العشرين. كان الاقتصادي النمساوي-الأمريكي فريتز ماكلوب هو أول من اقترح وشهر أفكار صناعات المعرفة واقتصاد المعرفة في كتابه *إنتاج وتوزيع المعرفة في الولايات المتحدة* عام 1962. ومنذ نشر هذا الكتاب، بدأ العديد من الاقتصاديين في تطوير فكرة صناعة المعرفة. على سبيل المثال، لدراسة تأثير صناعات المعرفة على الاقتصاد بشكل عام، قام بعض الاقتصاديين بإنشاء فئات فرعية ضمن صناعات المعرفة. لدراسة تأثير صناعة المعرفة على الاقتصاد الكندي على مر الزمن، قسم الاقتصاديون الكنديون صناعات المعرفة المختلفة إلى فئات من الصناعات ذات المعرفة المنخفضة، والمتوسطة، والعالية. أخذت هذه الفئات في الاعتبار العديد من سمات هذه الصناعات مثل الأجور، ونسبة رأس المال المنفق على البحث والتطوير، ونسبة العمال الحاصلين على شهادات جامعية.

## أمثلة
التعليم 
كصناعة معرفية، كان التعليم يشكل حوالي 30% من الناتج القومي الإجمالي في الولايات المتحدة في أواخر الستينيات. اسهمت المدارس بشكل كبير في إنتاج واستقبال المعرفة وتلعب دورًا كبيرًا في الاقتصاد. على الرغم من صعوبة قياس الجانب الاقتصادي للتعليم، إلا أنه يمكن بسهولة إظهار أن المدارس هي وحدات اقتصادية لأنها تستخدم الموارد لتحقيق أهدافها. وبالمثل، من الواضح أن المؤسسات التعليمية ونظام التعليم نفسه يخضعان لعملية التصنيع. تمتلك المدارس أيضًا الخصائص الاقتصادية المهمة للأعمال التجارية، حيث توظف الأشخاص للعمل لصالحها. بالإضافة إلى ذلك، مع زيادة تأثير العولمة في جميع جوانب الاقتصاد، أصبح التعليم العالي أكثر توافقًا مع الأهداف التجارية، وغالبًا ما يكون ذلك على حساب القطاعات غير الربحية والعامة.
الاتصالات
تعد صناعة الاتصالات، بما في ذلك خدمات الاتصالات السلكية واللاسلكية، من الصناعات المعرفية الهامة وتُصنف كـ "خدمة ذات معرفة متوسطة". يتم إنتاج نمو المعرفة في صناعة الاتصالات بشكل عام من خلال البحث والتطوير. وتُسمى خدمة ذات معرفة متوسطة نظرًا لمستويات الاستثمار الأقل في العمالة المعرفة مقارنة بالخدمات ذات المعرفة العالية مثل الطب، والتعليم، وصناعة الفضاء.
الصحة والمنتجات الطبية  
تعتبر صناعة الأدوية صناعة معرفية كبيرة. في العديد من الجوانب، تمثل هذه الصناعة صناعات المعرفة العالية، حيث يتم استثمار جزء كبير من مواردها في باحثين ذوي مهارات عالية وتعليم متقدم. نتيجة للمهارات والوقت اللازمين لتطوير الأدوية والمنتجات الطبية، تقوم شركات الأدوية بتوظيف أشخاص ذوي تعليم عالٍ يحصلون على أجور مرتفعة.